# Blue nose
Blue Nose(Nariz azul) ou Blue(azul) é uma coloração de trufa presente em algumas raças de cães. A coloração é encontrada comumente nas raças American Staffordshire Terrier, American Bully, e provavelmente de forma rara em Pit Bulls; e denomina cães de narinas cinzas azuladas e de pelagem na cor azul, ou seja, pelagem na cor cinza-rato em todas as tonalidades e variações(blue brindle, por exemplo), com ou sem marcas brancas pelo corpo. Esta coloração também está comumente presente em outras raças de cães, como Mastim napolitano, Dogue alemão, Cane corso, Thai ridgeback, Galgo inglês, Irish wolfhound, etc. 

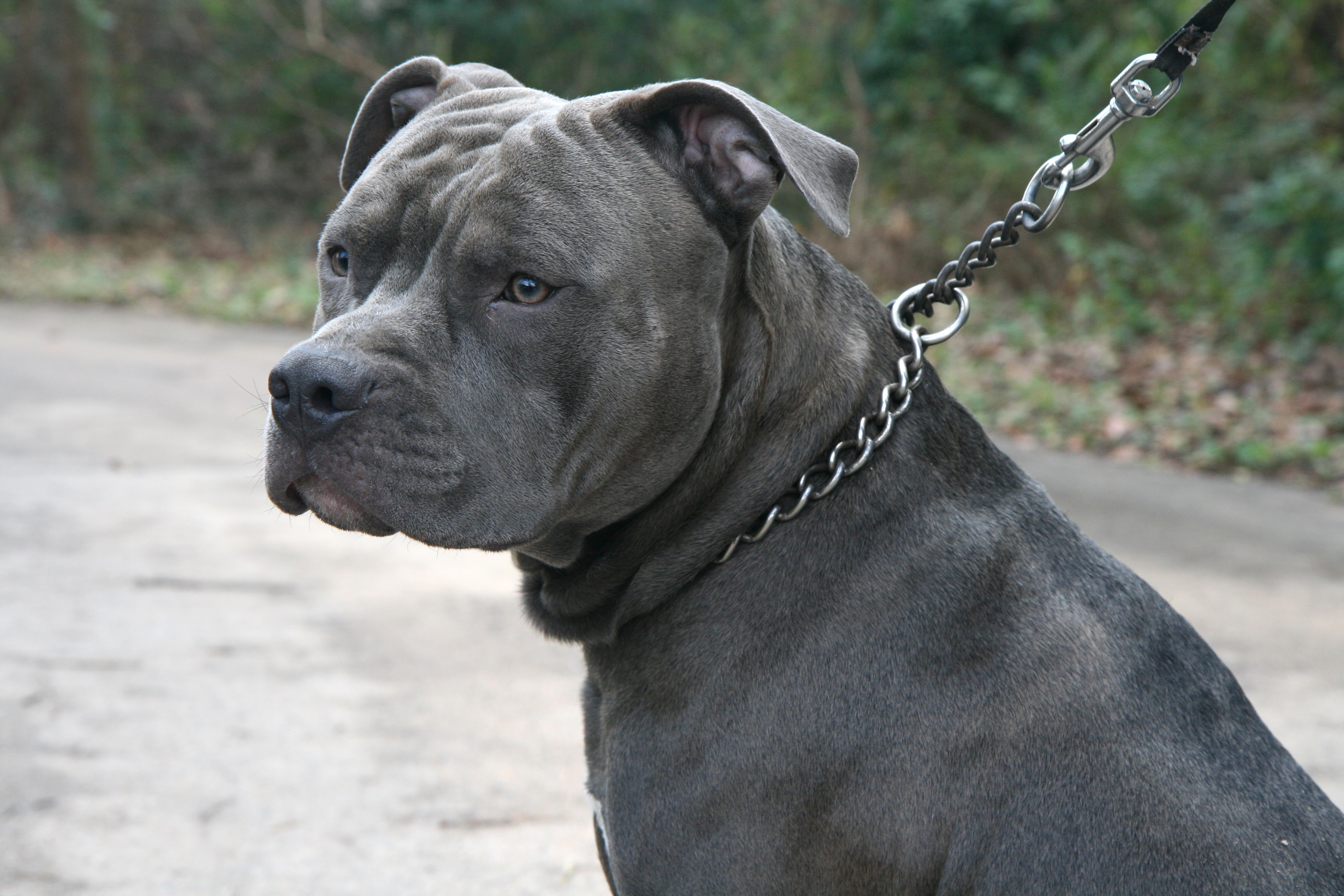
Blue Nose

Nos Pits, Amstaffs e Staffbulls esta coloração surgiu com a introdução do extinto Blue Paul Terrier. Em outras raças como o American Bully, a coloração veio do Amstaff e possivelmente, em algumas de suas variedades, através do Mastim napolitano e Cane corso.

## Derivações do Blue Nose
Blue Fawn(Fulvo azul) tem o trufa do nariz acinzentado e/ou uma máscara azulada, seguida por pelagem bege-dourada(lilás/Isabella), como ou sem sombreamento(sombreamento seria um estreito tuchedo escuro ou azulado sobre a coluna do cão).

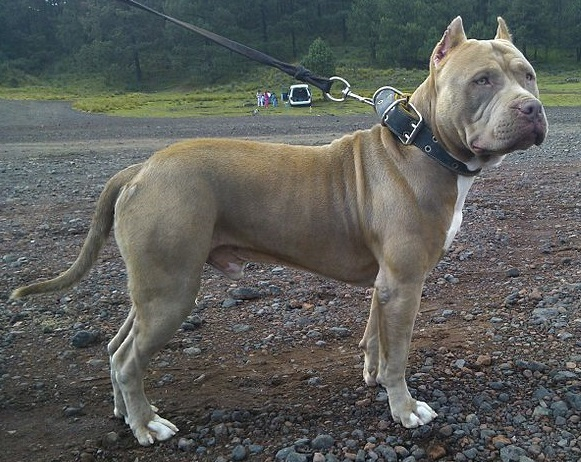
Lilac fawn

Lilac Fawn(Fulvo lilás), são os cães com a trufa rosada, nunca azul ou negra, e o corpo bege claro que normalmente esboçam uma coloração lilás brilhosa(bege dourado).
Silver Fawn(Fulvo prateado), são cães com a trufa (narinas) rosada-azulada, seguida de uma pelagem bege de tom cinza-escuro. Assemelha-se mais ao blue nose normal.
Lembrando que todas esses fenótipos tem que, obrigatoriamente, ter os olhos amarelados ou esverdeados acinzentados, normalmente com um contorno negro ao redor dos olhos, nunca azuis.

## Problemas conhecidos da raça
Para ter a cor "azul" característica do Blue Nose, anos de endogamia foram necessários, o que significa que o pool genético da raça tem pouca variedade. Isso quer dizer que a raça estaá mais propensa a desenvolver certos problemas de saúde, como:
- Displasia do quadril, que é a malformação nas articulações do quadril causando dor e artrite;
- Alergias de pele, comumente desencadeadas por pulgas e fatores ambientais
- Hipotireoidismo, a causa ganho de peso anormal e obesidade.